# Hans Kammler
Hans Friedrich Karl Franz Kammler (29. srpna 1901 Štětín – ?) byl německý nacistický stavební inženýr a důstojník Waffen-SS, kde dosáhl generálské hodnosti SS-Obergruppenführer und General der Waffen-SS. Během druhé světové války řídil továrny na nacistické tajné zbraně (například letadlo Me 262 a raketa V-2). Fakticky pro něj pracovalo přes 14 milionů lidí (mimo jiné i Wernher von Braun, z drtivé většiny to však byli deportovaní vězni).

## Mládí a počátky kariéry
Narodil se 26. srpna roku 1901 jako syn pozdějšího armádního pruského plukovníka Franze Kammlera a jeho ženy Marie v západopomořanském městě Štětín. Po absolvování škol v Brombergu, Ulmu, a Gdaňsku, maturoval na státním humanitním gymnáziu v Gdaňsku v roce 1919.
Po dokončení studia dne 6. února téhož roku nastoupil jako dobrovolník do armády a byl zařazen ke 2. husarskému pluku (Leib-Husaren-Regiment „Königin Viktoria von Preussen“ Nr. 2), kde zůstal pouze do 10. dubna téhož roku. Následně vstoupil do řad jednotek Freikorps a byl zařazen k jízdnímu oddílu od Freikorps Roßbach s nimiž působil v rámci pohraniční stráže „Východ“ až do konce července roku 1919.
Poté studoval architekturu na technické univerzitě v Mnichově a posléze i na univerzitě v Gdaňsku. Dne 29. října 1921 získal předběžný diplom a 25. října 1923 obdržel závěrečný diplom.
Po dokončení studia se rozhodl vstoupit do služeb pruské státní správy a tak v lednu roku 1924 musel nastoupit do kurzu pozemního stavitelství u profesora Dr. Paula Webera. Kurz dokončil v srpnu následujícího roku. Zároveň s tím pracoval jako zemský stavební vedoucí pro osidlování v berlínské části Zehlendorf. Poté se živil jako samostatný konstrukční manažer pro zemědělské, zahradnické a jiné hospodářské projekty.
Jeho kariéra stavebního inženýra rychle stoupala, když byl zaměstnán u Preussischen Bau und Finanzdirektion (Pruské stavby a finanční správa). Zde se podílel na plánování celé řady policejních budov a různých policejních komplexů zejména v Berlíně. Mimo zakázek pro policejní prezidium v Berlíně pracoval dále pro vládu v Postupimi nebo pro katastrální úřad v Berlíně.
Dne 1. dubna 1928 se stal výzkumným poradcem říšské výzkumné rady pro stavby a ekonomiku bydlení. Společně s tím přednášel o stejném tématu na technických univerzitách.
V polovině roku 1931 se stal poradcem technického oddělení pobočky NSDAP v Berlíně. Dne 1. března 1932 proto vstoupil do NSDAP a 29. listopadu téhož roku promoval na technické fakultě univerzity v Hannoveru a získal titul Dr. Ing.

## Vstup do SS a počátky války
Dne 20. května 1933 vstoupil do SS a byl zařazen ke 1. četě od SS-Reiter Standarte Nr. 7, která působila v Berlíně. Zde prováděl, mimo jiné, i ověřování rasového původu.
Od roku 1942 připravoval zařízení (plynové komory a krematoria) pro vyhlazovací tábory. Po potlačení povstání ve varšavském ghettu ho Heinrich Himmler pověřil dohledem nad likvidací domů v ghettu. V této době přišel s myšlenkou využívání koncentračních táborů ve velkém měřítku jako továren na zbraně.
V roce 1943 po spojeneckém bombardování továrny v Peenemünde zajistil její přesun do podzemního komplexu Mittelwerk, rozběh výroby raket V-2, zajištění vězňů a personálu. Ke konci války v roce 1945 ho Adolf Hitler jmenoval svým zplnomocněncem pro zlomení vzdušného teroru.
Okolnosti kolem jeho údajné smrti jsou dodnes předmětem sporu. Podle některých spekulací spáchal v květnu 1945 v Praze sebevraždu nebo ho zastřelila jeho jednotka, aby nepadl do rukou nepřítele. Podle nejnovějších zjištění však Kammler přežil a byl zajat americkými jednotkami. Jako výměnu za beztrestnost poskytl rozsáhlé svědectví a asistenci při odhalování tajných zbraní německých nacistů.

## Shrnutí vojenské kariéry

### Data povýšení
- SS-Untersturmführer – 20. dubna, 1933
- SS-Obersturmführer – 20. dubna, 1935
- SS-Hauptsturmführer – 12. září, 1937
- Leutnant der Reserve – 1937
- SS-Sturmbannführer – 11. září, 1938
- SS-Obersturmbannführer – 1. červen, 1939
- SS-Standartenführer – 1. srpen, 1939
- SS-Oberführer – 1. červen, 1940/1941
- SS-Brigadeführer und Generalmajor der Waffen-SS – 20. duben, 1941
- SS-Gruppenführer und Generalleutnant der Waffen-SS – 30. leden, 1943
- SS-Obergruppenführer und General der Waffen-SS – 1. březen, 1944

### Významná vyznamenání
- Rytířský kříž záslužného kříže – 1. února, 1945
- Železný kříž I. třídy – 1944
- Železný kříž II. třídy – 1944
- Německý kříž ve zlatě – 28. listopad, 1944
- Válečný záslužný kříž I. třídy s meči
- Válečný záslužný kříž II. třídy s meči
- Totenkopfring
- Čestná dýka Reischführera-SS
- Sudetská pamětní medaile
- Civilní odznak SS
- Čestný prýmek starého bojovníka
- Německý jezdecký odznak ve stříbře a bronzu
- Vyznamenání německého červeného kříže II. třídy
- Německá obranná medaile